# Trithyreus
Genre
Synonymes
- Tripeltis Thorell, 1889 nec Cope 1886
- Triplomus Cook, 1899

Trithyreus est un genre de schizomides de la famille des Hubbardiidae.

## Distribution
Les espèces de ce genre se rencontrent en Inde, en Birmanie et au Sri Lanka.

## Liste des espèces
Selon Schizomids of the World (version 1.0) :
- Trithyreus grassii (Thorell, 1889)
- Trithyreus sijuensis (Gravely, 1924)
- Trithyreus suboculatus Pocock, 1900

## Publication originale
- Thorell, 1889 : Aracnidi Artrogastri Birmani raccolti da L. Fea nel 1885-1887. Annali del Museo Civico di Storia Naturale di Genova, sér. 2, vol. 7, p. 521-729 (texte intégral).
- Kraepelin, 1899 : Scorpiones und Pedipalpi. Das Tierreich, R. Friedländer & Sohn Verlag, Berlin, vol. 8,  p. 1-265 (texte intégral).